# Nance (plant)
De nance (Byrsonima crassifolia) is een plant uit de familie Malpighiaceae. 
Het is een tot 10 of zelden tot 20 m hoge, groenblijvende boom of struik met een ronde, compacte kroon en roodbruin behaarde jonge takken. De bladeren zijn tegenoverstaand, gaafrandig en omgekeerd-eirond met een stompe of ingekerfde punt en een wigvormige basis. De bladschijf is tot 17 × 7 cm groot, leerachtig, aan de bovenkant kaal, zwak glanzend en donkergroen en aan de onderkant lichtbruin, viltig behaard.
De goudgele tijdens de bloei naar oranjerood verkleurende bloemen groeien in eindstandige, opgerichte of hangende, tot 20 cm lange trossen. De bloemen bestaan uit vijf, 1 cm lange kroonbladeren en vijf kelkbladeren. De vruchten zijn tot 1,5 cm lang gesteeld, rond en tot 2 cm groot. Aan de basis van de vrucht blijft vaak de kelk nog behouden. De schil is dun, glad en glanzend. Afhankelijk van het ras wordt de schil rijp geel, oranje of rood. Het vruchtvlees is wittig, melig-sappig en olierijk. Het smaakt zuur, zoet of zoet-kaasachtig en ruikt vaak onaangenaam. Het vruchtvlees bevat in het midden een tot 1,1 × 0,9 cm grote steenpit die uit een tot drie kernen kan bestaan.
De voedzame vruchten kunnen vers worden gegeten of in suikerwater worden ingelegd. Ook kunnen ze gekookt als dessert worden genuttigd of worden toegevoegd aan soepen, vlees- en deegvulling. Tevens worden de vruchten gebruikt voor de vervaardiging van sappen en alcoholische dranken.
De nance komt van nature voor in Mexico en Midden-Amerika op hoogtes tot 1500 m. Het is daar een van de meest voorkomende fruit- en sierbomen. Ook op de eilanden in het Caribisch gebied en in tropisch Zuid-Amerika wordt de nance gekweekt.